# АСК ТП збагачення вугілля у важких середовищах
АСК ТП збагачення вугілля у важких середовищах — автоматична система керування, яка забезпечує комплексну автоматизацію технологічного процесу збагачення корисних копалин у важких середовищах вугілля.

## Склад АСК ТП збагачення вугілля у важких середовищах
- пульт керування,
- обладнання контролю густини магнетитової суспензії,
- виконавчі механізми для керування витратою води, що подаємося на розведення суспензії (контур регулювання густини суспензії),
- керування потоком суспензії, що направляється на регенерацію (контур регулювання в'язкості суспензії),
- обладнання контролю рівня суспензії в баках і ін.

Система може мати у своєму складі центральний системний сервер на базі персонального комп'ютера установлюваний у диспетчерському пункті.

## Функції АСК ТП збагачення вугілля у важких середовищах
Автоматичний контроль та індикація
- Автоматичний контроль та індикація значення поточної густини робочої суспензії, що надходить на важкосеревищну установку збагачення.
- Автоматичний контроль та індикація значення рівня в баку кондиційної суспензії.
- Автоматична підтримка густини робочої суспензії, що надходить на важкосеревищну установку збагачення, шляхом розведення її технічною водою (контур регулювання густини суспензії).
  - Автоматичний контроль та індикація положення регулювального органа на трубопроводі подачі технічної води для розведення суспензії.
- Автоматичний контроль та індикація положення робочого органа привода дільника суспензії, що подається на регенерацію (контур регулювання в'язкості суспензії).
- Автоматичний контроль та індикація значення рівня в баку некондиційної суспензії.
- Автоматична підтримка рівня в баку некондиційної суспензії шляхом зміни кількості технічної води, що подаємося в бак через бризкала грохота.
  - Автоматичний контроль та індикація положення регулювального органа на трубопроводі подачі технічної води в бак некондиційної суспензії через бризкала грохота.

Дистанційне керування
- Дистанційне керування подачею технічної води на розведення суспензії.
- Дистанційне керування подачею технічної води, що подаємося в бак некондиційної суспензії через бризкала грохота.
- Дистанційне керування дільником потоку суспензії, що подаємося на регенерацію.

## Перетворення, представлення та збереження інформації
- Перетворення аналогових сигналів параметрів процесу (густина суспензії, рівні в баках і ін.) в інтерфейсний сигнал RS-485С і передача його на сервер у диспетчерському пункті збагачувальної фабрики.
- Виведення інформації про параметри процесу на монітор комп'ютера у вигляді мнемосхеми й графіків.
- Збереження значень параметрів процесу (густина і рівні суспензії) за останні 45 доби по змінах.